# Senés
Senés – gmina w Hiszpanii, w prowincji Almería, w Andaluzji, o powierzchni 50,35 km². W 2011 roku gmina liczyła 307 mieszkańców.